# 双石水库
双石水库是中国湖北省咸宁市赤壁市境内的一座水库，位于金水上游汀泗河上，建于1974年。水库正常库容为4501万立方米，集雨面积为51.38平方千米，海拔为106米。